# Josep Juliá Gómez Donet
Josep Juliá Gómez Donet (...) è un astronomo spagnolo.
Il Minor Planet Center gli accredita la scoperta dell'asteroide 15120 Mariafélix effettuata il 4 marzo 2000.
Gli è stato dedicato l'asteroide 90140 Gómezdonet.